# Team Wellington
El Team Wellington Football Club es una franquicia de fútbol de Nueva Zelanda, de la ciudad de Wellington. Fue fundada el 7 de abril de 2004 y juega en la ISPS Handa Premiership, representando a la Región de Wellington.
Durante su historia ha conseguido varios títulos, incluyendo la White Ribbon Cup 2011-12; la Charity Cup 2014 y 2017; la liga neozelandesa en las ediciones de 2015-16 y 2016-17; y la Liga de Campeones de la OFC 2018.

## Historia

### Inicios
La Región de Wellington es una de las 16 regiones neozelandesas con más historia futbolística, siendo además la provincia donde se encuentra la capital. Estos fueron los factores que llevaron a determinar a la Asociación de Fútbol de Nueva Zelanda de entregar la posibilidad a dicha región de adjuntar equipos de fútbol para formar un club que participara en la ASB Premiership, en el año 2004 los principales asociaciones futbolísticas wellingtonianas se agruparon formando el Team Wellington.
En la primera temporada, el club solo sumó 23 puntos en 21 partidos y finalizó 6.º, pero en la edición 2005/06 alcanzó el 4.º puesto, lo que le dio derecho a disputar los playoffs. En el primer partido venció al Otago United por penales 4-1 luego de igualar 1-1 en el tiempo reglamentario, para luego ganarle al YoungHeart Manawatu 3-2, pero el Canterbury United lo eliminó, superándolo 2-1 y quitándole la posibilidad al Team Wellington de afrontar la final. Pero los grandes logros de esta temporada no se vieron reflejados en el rendimiento del equipo en el NZFC 2006/07, cuando sumó 27 puntos en 21 encuentros para terminar 5.º lugar.

### Frustraciones en los playoffs
En el Campeonato de Fútbol de Nueva Zelanda 2007/08 el equipo de la capital de Nueva Zelanda fue 3.º, clasificándose a los playoffs. En la final preliminar venció en el tiempo extra al Auckland City FC que había sido campeón en todas las ediciones anteriores. Con un gran empuje llegó el club a la final, pero el Waitakere United fue más y ganó 2-0, relegando al Team Wellington de alcanzar su primer título nacional, de ser el segundo equipo neozelandés en ganar la ASB Premiership y de clasificar a la O-League.
El logro de 2007/08 acomodó al equipo entre los mejores clubes de Nueva Zelanda, terminó 4.º en 2008/09, pero fue goleado en la semifinal de los playoffs por el Waitakere.
En el New Zealand Football Championship 2009/10 fue 3.º y volvió a ganar el derecho a disputar los playoffs, donde fue nuevamente eliminado por el Waitakere United que sería campeón unos días después.
En la edición 2010/11 fue nuevamente 3.º, pero fue goleado por el Auckland City en las semifinales de los playoffs.

#### Primer título
Otra frustración se repitió en la temporada 2011/12, cayendo en la final 4-1 ante el Waitakere United, luego de haber finalizado 4.º y eliminar al Auckland City FC, verdugo en años anteriores, en semifinales. Aun así, en la White Ribbon Cup, una copa nacional con el objetivo de darle más rodaje a los equipos que no disputaban la Liga de Campeones de la OFC, el Team Welly logró ser la primera franquicia, además del Auckland y el Waitakere, en obtener un título, tras vencer en la final al Waikato por 6-1.

### Renovación y regreso al éxito
Con un plantel totalmente renovado y lleno de jugadores jóvenes, muchos de los cuales se encontraban en planes del Wellington Phoenix o con minutos en competiciones internacionales sub-17 y sub-20, el elenco wellingtoniano se preparó para pelear el torneo, pero luego de perder en las dos primeras fechas el equipo se estancó en el quinto puesto, ocupación en la que terminó el campeonato. Los constantes tropiezos, como la derrota 1-0 a manos del Otago United, o los dos partidos que el Auckland City dio vuelta en los últimos instantes, llevaron al Team Wellington a perderse los playoffs por primera vez en seis temporadas.
Alcanzaría la final en la temporada 2013/14, pero fue derrotado por el Auckland por 1-0, aunque logró la clasificación a la Liga de Campeones de la OFC 2015, convirtiéndose en la segunda franquicia del torneo neozelandés; exceptuando al Auckland City y el Waitakere United, y junto con el YoungHeart Manawatu; en disputar un campeonato internacional.
Al inicio de la temporada 2014-15, venció al Auckland City en la Charity Cup 2014 por penales 4-3 luego de haber igualado 2-2, consiguiendo así su segundo título. En esa temporada fue eliminado en semifinales en la ASB Premiership y cayó en la final de la Liga de Campeones de la OFC. Sin embargo, la temporada siguiente logró derrotar al Auckland por 4-2 en la final de la ASB Premiership 2015-16, obteniendo su primer título de liga. En la liga neozelandesa 2016-17 volvería a repetir el éxito. Luego de finalizar segundo en la fase regular, derrotó al Waitakere United en semifinales y nuevamente al Auckland City en la final, esta vez por 2-1. En 2017-18 venció al Auckland City para obtener la Charity Cup aunque perdió ante el mismo equipo en la final de la liga neozelandesa. Aun así, cortó una racha de tres finales consecutivas perdidas en la Liga de Campeones al ganarle al Lautoka fiyiano en el partido decisivo de la edición 2018.

## Estadio
El Team Wellington juega en el David Farrington Park. Tiene capacidad para 2000 personas. Anteriormente lo hacía en el Newtown Park.

## Datos del club
- Temporadas en la Premiership de Nueva Zelanda: 17 (Todas)
- Mejor puesto en la fase regular: 2.º (2013-14, 2014-15, 2016-17 2017-18 2019-20 y 2020-21)
- Peor puesto en la fase regular: 6.º (2004-05)
- Mejor puesto en los playoffs: Campeón (2015-16 2016-17 y 2020-21)
- Mayor goleada conseguida:
  - En campeonatos nacionales: 8-0 vs. YoungHeart Manawatu (2007-08)
  - En campeonatos internacionales: 11-0 vs. Lae City Dwellers (OCL 2018)
- Mayor goleada recibida:
  - En campeonatos nacionales: 0-6 vs. Waikato (2005-06)
  - En campeonatos internacionales: 0-3 vs. Auckland City (OCL y OCL 2017)

## Palmarés

### Torneos nacionales (5)
- Premiership de Nueva Zelanda (2): 2015-16 y 2016-17.
- Charity Cup (2): 2014 y 2017.
- White Ribbon Cup (1): 2011-12.

### Torneos internacionales (1)
- Liga de Campeones de la OFC (1): 2018.

### Team Wellington Youth
- Liga Juvenil de Nueva Zelanda (1): 2015.